# تاکتیک‌های سایه: تیغه‌های شوگون
تاکتیک‌های سایه: تیغه‌های شوگون (انگلیسی: Shadow Tactics: Blades of the Shogun) یک باری ویدئویی تاکتیک هم‌زمان، بازی مخفی‌کاری است که توسط  شرکت میمیمی گیمز و دی‌دالیک انترتینمنت منتشر شده است.